# Tropidion abditum
Tropidion abditum är en skalbaggsart som beskrevs av Martins 1968. Tropidion abditum ingår i släktet Tropidion och familjen långhorningar. Inga underarter finns listade i Catalogue of Life.